# 乙姫大橋
乙姫大橋（おとひめおおはし）は、岐阜県中津川市の木曽川に架かる農免農道の橋である。開通当時は、岐阜県恵那郡坂下町と長野県木曽郡山口村を結ぶ県境の橋であったが、2005年（平成17年）、坂下町と山口村が中津川市に編入されたことにより、現在は中津川市内の橋になっている。
乙姫とは、竜宮城の乙姫に由来する。この地域に伝わる伝説により、欄干には乙姫のレリーフがある。この近くには竜宮城があったという乙姫岩が存在する。

## 諸元
- 供用 - 1995年（平成7年）
- 延長 - 316.0メートル
- 幅員 - 8.3メートル（車道と歩道の合計）
- 構造 - 単純鋼曲線箱桁 + 2径連続鋼トラスト + 単純鋼曲線箱桁
- 区間 - 岐阜県中津川市氷坂 - 岐阜県中津川市山口

## この地に伝わる乙姫伝説
この地域の言い伝えでは、乙姫は乙姫岩の竜宮城に住んでいたという。ある日、寝覚の床（長野県木曽郡上松町）で釣りをしていた浦島太郎は鉄砲水で流され、この地に流れ着く。これに気づいた乙姫は浦島太郎を介抱し、やがて二人は恋仲となり、竜宮城で暮らすことになる。いつまでも乙姫に甘えてはいけないと考えた浦島太郎は、寝覚の床に帰ることにする。乙姫は再会を約束をし、お土産に玉手箱を手渡す。寝覚の床に戻った浦島太郎は、乙姫に「玉手箱は開けないように」と言われていた約束を破り、玉手箱を開ける。そして白煙とともに老人となったという。
座標: 北緯35度33分6.5秒 東経137度32分25.3秒 / 北緯35.551806度 東経137.540361度